# Jan Roubal (entomolog)
Jan Roubal (16. srpna 1880, Chudenice, Čechy – 23. října 1971, Praha, Československo) byl pedagog a významný entomolog světového formátu.

## Biografie
Narodil se v roce 1880, otec Jakub Roubal, matka Marie, rozená Kašparová. Vystudoval přírodní vědy, matematiku a fyziku na Filozofické fakultě a současně i anatomii a embryologii na lékařské fakultě Karlovy Univerzity v Praze. Působil jako středoškolský pedagog v Praze a v Příbrami, ředitel dívčího gymnázia v Banské Bystrici v letech 1919–1938. Během svého života budoval fondy přírodovědeckých sbírek na gymnáziu. Působil jako významný představitel a aktivní účastník ochranářských aktivit a vzniku Spolku ochrany přírody a proti týraní zvířat v Banské Bystrici, kde v letech 1927–1938 pracoval jako předseda. Stal se také spolupracovníkem ČSAV. Zemřel 29. října 1971 v Praze.

## Entomologické aktivity
Byl jedním z nejvýznamnějších českých entomologů světového významu. Jeho jméno se stalo mezi československými entomology pojmem a symbolem lásky k přírodě. Málo entomologů na světě se může chlubit tak obrovským rozsahem své práce, jako právě on. Jeho obrovská sbírka hmyzu a bibliografie, která obsahuje více než 500 prací, odborných vědeckých publikací, knih, článků apod. je toho důkazem. Stal se spoluzakladatelem České entomologické společnosti, byl členem slovenských i mezinárodních vědeckých společností. Autor katalogu brouků Slovenska a Podkarpatské Rusi, vědeckých a odborných článků. Publikoval v odborných časopisech a sbornících. Jeho sbírka brouků je uložena v SNM v Bratislavě. Menší část sbírky se nachází na různých místech na Slovensku a v Česku.

## Posmrtné připomínky
Pamětní deska je umístěna na rodném domě Jana Roubala v Chudenicích, kde je na místním hřbitově pohřben. Jeho busta je též ve slovenské Radvani (městská část Banské Bystrice).